# Italia en los Juegos Olímpicos de Helsinki 1952
Italia estuvo representada en los Juegos Olímpicos de Helsinki 1952 por un total de 231 deportistas que compitieron en 19 deportes.  
La portadora de la bandera en la ceremonia de apertura fue la gimnasta Miranda Cicognani.

## Medallistas
El equipo olímpico italiano obtuvo las siguientes medallas:
| Nombre                                                                                                  | Deporte            | Competición            |
| --- | ------------------ | ---------------------- |
| Oro |                    |                        |
| Giuseppe Dordoni                                                                                        | Atletismo          | 50 km marcha M         |
| Aureliano Bolognesi                                                                                     | Boxeo              | Ligero (60 kg) M       |
| Enzo Sacchi                                                                                             | Ciclismo en pista  | Scratch M              |
| Loris Campana Mino de Rossi Guido Messina Marino Morettini                                              | Ciclismo en pista  | Persecución por eqs. M |
| Edoardo Mangiarotti                                                                                     | Esgrima            | Espada ind. M          |
| Roberto Battaglia Franco Bertinetti Giuseppe Delfino Dario Mangiarotti Edoardo Mangiarotti Carlo Pavesi | Esgrima            | Espada por eqs. M      |
| Irene Camber                                                                                            | Esgrima            | Florete ind. F         |
| Nicolò Rode Agostino Straulino                                                                          | Vela               | Star M                 |
| Plata                                                                                                   |                    |                        |
| Adolfo Consolini                                                                                        | Atletismo          | Disco M                |
| Sergio Caprari                                                                                          | Boxeo              | Pluma (57 kg) M        |
| Marino Morettini                                                                                        | Ciclismo en pista  | 1000 m contrarreloj M  |
| Dino Bruni Gianni Ghidini Vincenzo Zucconelli                                                           | Ciclismo en ruta   | Ruta por eqs. M        |
| Edoardo Mangiarotti                                                                                     | Esgrima            | Florete ind. M         |
| Dario Mangiarotti                                                                                       | Esgrima            | Espada ind. M          |
| Giancarlo Bergamini Manlio Di Rosa Edoardo Mangiarotti Renzo Nostini Giorgio Pellini Antonio Spallino   | Esgrima            | Florete por eqs. M     |
| Gastone Darè Roberto Ferrari Renzo Nostini Giorgio Pellini Vincenzo Pinton Mauro Racca                  | Esgrima            | Sable por eqs. M       |
| Ignazio Fabra                                                                                           | Lucha grecorromana | 52 kg M                |
| Bronce                                                                                                  |                    |                        |
| Bruno Visintin                                                                                          | Boxeo              | Superliger (63,5 kg) M |
| Antonio Maspes Cesare Pinarello                                                                         | Ciclismo en pista  | Tándem M               |
| Manlio Di Rosa                                                                                          | Esgrima            | Florete ind. M         |
| Equipo                                                                                                  | Waterpolo          | Torneo M               |